# Schizotetranychus paezi
Schizotetranychus paezi är en spindeldjursart som beskrevs av Alvarado och Freitez 1976. Schizotetranychus paezi ingår i släktet Schizotetranychus och familjen Tetranychidae. Inga underarter finns listade i Catalogue of Life.